# Săliștea de Sus
Săliștea de Sus (en hongarès: Felsőszelistye) és una ciutat del comtat de Maramureș (Romania). Va ser declarada ciutat el 2004.